# Kyōsuke Narita
Kyōsuke Narita (japanisch 成田 恭輔 Narita Kyōsuke; * 2. Mai 1992 in Shizuoka) ist ein ehemaliger japanischer Fußballspieler.

## Karriere
Narita erlernte das Fußballspielen in der Jugendmannschaft von Shimizu S-Pulse und der Universitätsmannschaft der Hannan-Universität. Seinen ersten Vertrag unterschrieb er 2015 beim SC Sagamihara. Der Verein spielte in der dritthöchsten Liga des Landes, der J3 League. Für den Verein absolvierte er 27 Ligaspiele. Ende 2016 beendete er seine Karriere als Fußballspieler.